# M7 Aerospace
M7 Aerospace LP est une entreprise aérospatiale américaine dont le siège est basé à l'aéroport international de San Antonio, au Texas.
Elle a succédé à la Fairchild Engine & Airplane Corporation en 2002. Depuis 2010, elle est devenue une branche de la filiale d'Elbit Systems aux États-Unis.